# Сосна Бунге
Сосна Бу́нге, или Сосна кружевнокорая (лат. Pinus bungeana), — вид растений рода Сосна (Pinus) семейства Сосновые (Pinaceae). Латинское название присвоено в честь русского ботаника Александра Бунге, который в 1831 году, находясь в Китае, собрал образцы данного растения.

## Распространение
Распространена в северо-западной и центральной части Китая (юг провинций Ганьсу, Хэбэй, запад провинций Хэнань и Хубэй, провинция Шэньси, южная часть провинции Шаньдун, север провинции Сычуань).

## Описание

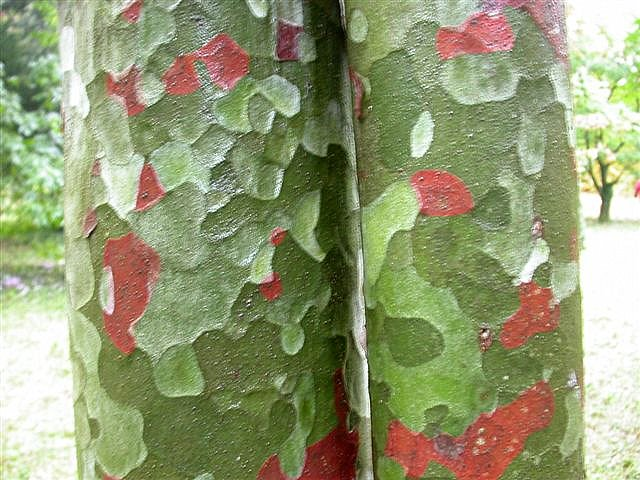
Кора молодого дерева

Дерево высотой 24—30 метров. Диаметр ствола в среднем около 1 м.
Кора гладкая, серо-зелёная, чешуйки, отслаиваясь, с возрастом придают ей серовато-белый цвет, местами с рыжеватыми пятнами.
Хвоя собрана в пучки по 3, длиной 8—15 см, шириной 0,5—2 мм. Жёсткая, тёмно-зелёная.
Шишки светло-бурые, смолистые, образуются одиночно или по 2, размером 5—6 × 4—5 см, с отогнутыми назад колючками у чешуек (щитков).

## Использование и выращивание
Выращивается в качестве декоративного растения в парках и садах.